# Suntan
Suntan, auch Malling Suntan ist eine Sorte des Kulturapfels (Malus domestica). Der Apfel wurde 1955 an der East Malling Research Station gezüchtet. Er gewann einen Award of Garden Merit der Royal Horticultural Society.
Die Färbung des großen Apfels besteht aus einer grün-gelblichen Grundfläche auf der sich orange-rot mit gelb bildet. Die Form des Apfels ist rund, der Stiel kurz. Der Geschmack ist intensiv und aromatisch mit Anklängen an Ananas, kann aber zu stark wirken. Suntan blüht etwa 10 Tage nach Golden Delicious und wird in Europa Mitte September geerntet. Im Frischelager hält sich der Winterapfel bis in den Februar. Der Suntan-Baum produziert regelmäßig, das heißt, er hat nur schwache Alternanz und liefert gute Erträge.
Suntan ist nicht selbstbefruchtend, und als triploider Apfel auch schlecht zur Befruchtung anderer Äpfel geeignet. Er ist mäßig anfällig gegen Mehltau, und anfällig gegen Stippe und harten Frost.